# Champagnac-le-Vieux

Champagnac-le-Vieux este o comună în departamentul Haute-Loire, Franța. În 2009 avea o populație de 234 de locuitori.

## Vezi și

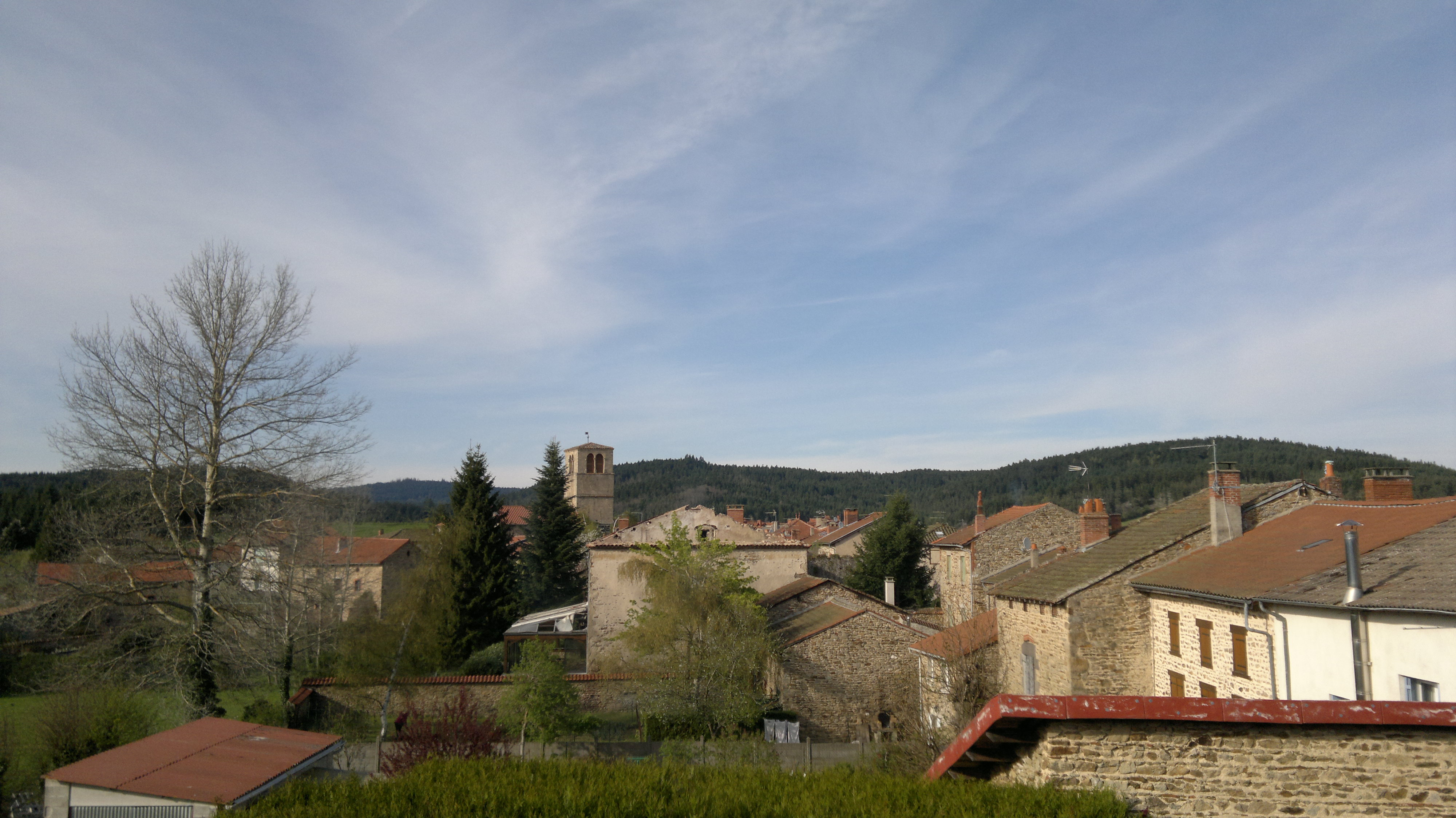
Champagnac-le-Vieux